# Campeonato Mundial de Hockey sobre Hielo Masculino de 2012
El LXXVI Campeonato Mundial de Hockey sobre Hielo Masculino se celebró conjuntamente en Finlandia y Suecia entre el 4 y el 20 de mayo de 2012 bajo la organización de la Federación Internacional de Hockey sobre Hielo (IIHF).

## Sedes
| Grupo | Ciudad                  | Instalación     | Capacidad |
| ----- | ----------------------- | --------------- | --------- |
| A     | Helsinki · ( Finlandia) | Hartwall Areena | 13 500    |
| B     | Estocolmo · ( Suecia)   | Globen Arena    | 13 850    |

## Grupos
| Grupo A        | Grupo B         |
| -------------- | --------------- |
| Finlandia      | Rusia           |
| Canadá         | Suecia          |
| Estados Unidos | República Checa |
| Suiza          | Alemania        |
| Eslovaquia     | Noruega         |
| Bielorrusia    | Letonia         |
| Francia        | Dinamarca       |
| Kazajistán     | Italia          |

## Primera fase
Los cuatro primeros clasificados de cada grupo disputan los cuartos de final.

### Grupo A
| Equipo         | J | G | EG | EP | P | GF | GC | DG  | PTS |
| -------------- | - | - | -- | -- | - | -- | -- | --- | --- |
| Canadá         | 7 | 6 | 0  | 1  | 0 | 35 | 15 | +20 | 19  |
| Estados Unidos | 7 | 4 | 2  | 0  | 1 | 32 | 17 | +15 | 16  |
| Finlandia      | 7 | 5 | 0  | 0  | 2 | 21 | 14 | +7  | 15  |
| Eslovaquia     | 7 | 5 | 0  | 0  | 2 | 21 | 13 | +8  | 15  |
| Francia        | 7 | 3 | 0  | 0  | 4 | 21 | 32 | -11 | 9   |
| Suiza          | 7 | 2 | 0  | 0  | 5 | 16 | 21 | -5  | 6   |
| Bielorrusia    | 7 | 1 | 0  | 0  | 6 | 11 | 23 | -12 | 3   |
| Kazajistán     | 7 | 0 | 0  | 1  | 6 | 11 | 33 | -22 | 1   |

- Resultados

| Fecha | Hora² | Partido¹       | Partido¹ | Partido¹       | Resultado |
| ----- | ----- | -------------- | -------- | -------------- | --------- |
| 04.05 | 12:15 | Estados Unidos | -        | Francia        | 7-2       |
| 04.05 | 16:15 | Canadá         | -        | Eslovaquia     | 3-2       |
| 04.05 | 20:15 | Bielorrusia    | -        | Finlandia      | 0-1       |
| 05.05 | 16:15 | Suiza          | -        | Kazajistán     | 5-1       |
| 05.05 | 20:15 | Canadá         | -        | Estados Unidos | 4-5       |
| 06.05 | 12:15 | Francia        | -        | Kazajistán     | 6-3       |
| 06.05 | 16:15 | Finlandia      | -        | Eslovaquia     | 1-0       |
| 06.05 | 20:15 | Suiza          | -        | Bielorrusia    | 3-2       |
| 07.05 | 16:15 | Francia        | -        | Canadá         | 2-7       |
| 07.05 | 20:15 | Estados Unidos | -        | Eslovaquia     | 2-4       |
| 08.05 | 16:15 | Bielorrusia    | -        | Kazajistán     | 3-2       |
| 08.05 | 20:15 | Finlandia      | -        | Suiza          | 5-2       |
| 09.05 | 16:15 | Eslovaquia     | -        | Kazajistán     | 4-2       |
| 09.05 | 20:15 | Canadá         | -        | Suiza          | 3-2       |
| 10.05 | 16:15 | Estados Unidos | -        | Bielorrusia    | 5-3       |
| 10.05 | 20:15 | Francia        | -        | Finlandia      | 1-7       |
| 11.05 | 16:15 | Kazajistán     | -        | Estados Unidos | 2-3 (TE)  |
| 11.05 | 20:15 | Finlandia      | -        | Canadá         | 3-5       |
| 12.05 | 12:15 | Eslovaquia     | -        | Bielorrusia    | 5-1       |
| 12.05 | 16:15 | Suiza          | -        | Francia        | 2-4       |
| 12.05 | 20:15 | Kazajistán     | -        | Canadá         | 0-8       |
| 13.05 | 16:15 | Finlandia      | -        | Estados Unidos | 0-5       |
| 13.05 | 20:15 | Suiza          | -        | Eslovaquia     | 0-1       |
| 14.05 | 16:15 | Bielorrusia    | -        | Francia        | 1-2       |
| 14.05 | 20:15 | Kazajistán     | -        | Finlandia      | 1-4       |
| 15.05 | 12:15 | Canadá         | -        | Bielorrusia    | 5-1       |
| 15.05 | 16:15 | Eslovaquia     | -        | Francia        | 5-4       |
| 15.05 | 20:15 | Estados Unidos | -        | Suiza          | 5-2       |

- (¹) –  Todos en Helsinki
- (²) –  Hora local de Finlandia (UTC+3)
- (TE) –  Tiempo extra

### Grupo B
| Equipo          | J | G | EG | EP | P | GF | GC | DG  | PTS |
| --------------- | - | - | -- | -- | - | -- | -- | --- | --- |
| Rusia           | 7 | 7 | 0  | 0  | 0 | 27 | 8  | +19 | 21  |
| Suecia          | 7 | 6 | 0  | 0  | 1 | 29 | 15 | +14 | 18  |
| República Checa | 7 | 4 | 1  | 0  | 2 | 24 | 11 | +13 | 14  |
| Noruega         | 7 | 4 | 0  | 1  | 2 | 33 | 19 | +14 | 13  |
| Letonia         | 7 | 2 | 0  | 0  | 5 | 11 | 19 | -8  | 6   |
| Alemania        | 7 | 2 | 0  | 0  | 5 | 14 | 31 | -17 | 6   |
| Dinamarca       | 7 | 1 | 0  | 1  | 5 | 13 | 23 | -10 | 4   |
| Italia          | 7 | 0 | 1  | 0  | 6 | 6  | 31 | -25 | 2   |

- Resultados

| Fecha | Hora² | Partido¹        | Partido¹ | Partido¹        | Resultado |
| ----- | ----- | --------------- | -------- | --------------- | --------- |
| 04.05 | 12:15 | Alemania        | -        | Italia          | 3-0       |
| 04.05 | 16:15 | República Checa | -        | Dinamarca       | 2-0       |
| 04.05 | 20:15 | Suecia          | -        | Noruega         | 3-1       |
| 05.05 | 16:15 | Letonia         | -        | Rusia           | 2-5       |
| 05.05 | 20:15 | Suecia          | -        | República Checa | 4-1       |
| 06.05 | 12:15 | Dinamarca       | -        | Italia          | 3-4 (TE)  |
| 06.05 | 16:15 | Rusia           | -        | Noruega         | 4-2       |
| 06.05 | 20:15 | Alemania        | -        | Letonia         | 2-3       |
| 07.05 | 16:15 | República Checa | -        | Noruega         | 4-3 (TE)  |
| 07.05 | 20:15 | Dinamarca       | -        | Suecia          | 4-6       |
| 08.05 | 16:15 | Letonia         | -        | Italia          | 5-0       |
| 08.05 | 20:15 | Rusia           | -        | Alemania        | 2-0       |
| 09.05 | 16:15 | Noruega         | -        | Italia          | 6-2       |
| 09.05 | 20:15 | Suecia          | -        | Alemania        | 5-2       |
| 10.05 | 16:15 | Dinamarca       | -        | Rusia           | 1-3       |
| 10.05 | 20:15 | República Checa | -        | Letonia         | 3-1       |
| 11.05 | 16:15 | Italia          | -        | República Checa | 0-6       |
| 11.05 | 20:15 | Rusia           | -        | Suecia          | 7-3       |
| 12.05 | 12:15 | Noruega         | -        | Letonia         | 3-0       |
| 12.05 | 16:15 | Alemania        | -        | Dinamarca       | 2-1       |
| 12.05 | 20:15 | Italia          | -        | Suecia          | 0-4       |
| 13.05 | 16:15 | Rusia           | -        | República Checa | 2-0       |
| 13.05 | 20:15 | Alemania        | -        | Noruega         | 4-12      |
| 14.05 | 16:15 | Letonia         | -        | Dinamarca       | 0-2       |
| 14.05 | 20:15 | Italia          | -        | Rusia           | 0-4       |
| 15.05 | 12:15 | Noruega         | -        | Dinamarca       | 6-2       |
| 15.05 | 16:15 | República Checa | -        | Alemania        | 8-1       |
| 15.05 | 20:15 | Suecia          | -        | Letonia         | 4-0       |

- (¹) –  Todos en Estocolomo
- (²) –  Hora local de Suecia (UTC+2)
- (TE) –  Tiempo extra

## Fase final
|  | Cuartos de final | Cuartos de final |            |                 | Semifinales | Semifinales |  |            | Final      | Final      |  |
|  | 17 de mayo       | 17 de mayo       |            |                 | 19 de mayo  | 19 de mayo  |  |            | 20 de mayo | 20 de mayo |  |
|  |                  |                  |            |                 |             |             |  |            |            |            |  |
|  |                  |                  |            |                 |             |             |  |            |            |            |  |
|  | Canadá           | 3                |            |                 |             |             |  |            |            |            |  |
|  | Canadá           | 3                |            |                 |             |             |  |            |            |            |  |
|  | Eslovaquia       | 4                |            |                 |             |             |  |            |            |            |  |
|  | Eslovaquia       | 4                |            | República Checa | 1           |             |  |            |            |            |  |
|  |                  |                  |            | República Checa | 1           |             |  |            |            |            |  |
|  |                  |                  | Eslovaquia | 3               |             |             |  |            |            |            |  |
|  | Suecia           | 3                | Eslovaquia | 3               |             |             |  |            |            |            |  |
|  | Suecia           | 3                |            |                 |             |             |  |            |            |            |  |
|  | República Checa  | 4                |            |                 |             |             |  |            |            |            |  |
|  | República Checa  | 4                |            |                 |             |             |  | Eslovaquia | 2          |            |  |
|  |                  |                  |            |                 |             |             |  | Eslovaquia | 2          |            |  |
|  |                  |                  | Rusia      | 6               |             |             |  |            |            |            |  |
|  | Rusia            | 5                | Rusia      | 6               |             |             |  |            |            |            |  |
|  | Rusia            | 5                |            |                 |             |             |  |            |            |            |  |
|  | Noruega          | 2                |            |                 |             |             |  |            |            |            |  |
|  | Noruega          | 2                |            | Rusia           | 6           |             |  |            |            |            |  |
|  |                  |                  |            | Rusia           | 6           |             |  |            |            |            |  |
|  |                  |                  | Finlandia  | 2               |             |             |  |            |            |            |  |
|  | Estados Unidos   | 2                | Finlandia  | 2               |             |             |  |            |            |            |  |
|  | Estados Unidos   | 2                |            |                 |             |             |  |            |            |            |  |
|  | Finlandia        | 3                |            |                 |             |             |  |            |            |            |  |
|  | Finlandia        | 3                |            |                 |             |             |  |            |            |            |  |
|  |                  |                  |            |                 |             |             |  |            |            |            |  |

### Cuartos de final
| Fecha | Hora³ | Partido        | Partido | Partido          | Resultado |
| ----- | ----- | -------------- | ------- | ---------------- | --------- |
| 17.05 | 13:00 | Canadá         | -       | Eslovaquia¹      | 3-4       |
| 17.05 | 14:45 | Rusia          | -       | Noruega²         | 5-2       |
| 17.05 | 18:30 | Estados Unidos | -       | Finlandia¹       | 2-3       |
| 17.05 | 20:15 | Suecia         | -       | República Checa² | 3-4       |

- (¹) –  En Helsinki
- (²) –  En Estocolmo
- (³) –  Hora local de Finlandia (UTC+3) o de Suecia (UTC+2), respectivamente

### Semifinales
| Fecha | Hora² | Partido¹        | Partido¹ | Partido¹   | Resultado |
| ----- | ----- | --------------- | -------- | ---------- | --------- |
| 19.05 | 14:30 | Rusia           | -        | Finlandia  | 6-2       |
| 19.05 | 18:30 | República Checa | -        | Eslovaquia | 1-3       |

- (¹) –  En Helsinki
- (²) –  Hora local de Finlandia (UTC+3)

### Tercer puesto
| Fecha | Hora² | Partido¹  | Partido¹ | Partido¹        | Resultado |
| ----- | ----- | --------- | -------- | --------------- | --------- |
| 20.05 | 16:00 | Finlandia | -        | República Checa | 2-3       |

### Final
| Fecha | Hora² | Partido¹ | Partido¹ | Partido¹   | Resultado |
| ----- | ----- | -------- | -------- | ---------- | --------- |
| 20.05 | 20:30 | Rusia    | -        | Eslovaquia | 6-2       |

- (¹) –  En Helsinki
- (²) –  Hora local de Finlandia (UTC+3)

## Medallero
|       |            |                 |
| Rusia | Eslovaquia | República Checa |

## Estadísticas

### Clasificación general
| 1. Rusia           |
| 2. Eslovaquia      |
| 3. República Checa |
| 4. Finlandia       |
| 5. Canadá          |
| 6. Suecia          |
| 7. Estados Unidos  |
| 8. Noruega         |
| 9. Francia         |
| 10. Letonia        |
| 11. Suiza          |
| 12. Alemania       |
| 13. Dinamarca      |
| 14. Bielorrusia    |
| 15. Italia         |
| 16. Kazajistán     |

Los dos últimos descienden a la División I